# ويليام ييتس أتكينسون
ويليام ييتس أتكينسون (بالإنجليزية: William Yates Atkinson)‏ هو قاضي ومحامي وسياسي أمريكي، ولد في 11 نوفمبر 1854 في جورجيا في الولايات المتحدة، وتوفي في 8 أغسطس 1899 في نيونان في الولايات المتحدة. حزبياً، نشط في الحزب الديمقراطي. وقد انتخب حاكم جورجيا ‏ وانتخب عضو مجلس نواب جورجيا.